# 수령궁주
수령궁주(壽寧宮主, 생몰년 미상)는 고려의 왕족이다. 강종과 사평왕후 이씨의 딸이다.

## 생애

### 가계
수령궁주는 명종의 태자인 왕숙(강종)과 태자비 이씨(사평왕후)의 딸로 태어났다. 
수령궁주의 어머니인 사평왕후는 무신정권의 집권자인 이의방의 딸로, 강종이 태자로 있던 시절 결혼하여 태자비가 되었다. 그러나 이의방이 정균이 일으킨 정변으로 주살되면서 사평왕후는 폐태자비가 되어 궁에서 쫓겨났다.
언제 태어났는지는 명확하지 않으나 《고려사》 열전 권88에는 어머니 사평왕후가 태자비가 되어 수령궁주를 낳고 이의방이 죽은 뒤에 쫓겨났다고 기록되어 있다. 사평왕후가 태자비에 책봉된 것은 1174년 3월이고, 이의방이 주살된 것은 같은 해 12월의 일이므로, 1174년 말 혹은 1175년 무렵에 태어났음을 유추할 수 있다.

### 공주 시절
수령궁주는 1212년(강종 원년) 정식으로 궁주에 책봉되었으며, 이후 종실 하원공 왕춘과 혼인하였다. 하원공은 현종과 원혜왕후의 아들인 평양공 왕기의 후손이다. 하원공에게는 수령궁주가 첫 부인이 아니며, 하원공은 이미 신종과 선정태후의 딸 효회공주와 혼인을 한 상태였다. 그러나 효회공주가 1199년(신종 2년) 불과 17세의 나이로 요절하는 바람에, 수령궁주와 재혼을 한 것이다.
이후 수령궁주가 언제 사망했는지는 기록되어 있지 않다. 사후 경렬(敬烈)의 시호를 받았다.

## 가족 관계
- 조부 : 명종(明宗, 1131 ~ 1202)
- 조모 : 광정태후 (光靖太后, 생몰년 미상)
  - 아버지 : 강종 (康宗, 1152 ~ 1213)
- 외조부 : 이의방 (李義方, 1121 ~ 1174)
- 외조모 : 조씨(曺氏)
  - 어머니 : 사평왕후 (思平王后)
    - 남편 : 하원공 왕춘 (河源公 王瑃) - 인종의 딸 창락궁주의 손자